# Lila und Braun
Lila und Braun (engl. Purple and Brown) ist eine Knetanimationsserie, die auf Nickelodeon ausgestrahlt wird. Die Kurzfilme handeln von zwei Knetfiguren namens Lila und Braun, die Freunde sind und zumeist in absurde Situationen kommen. Obwohl Lila und Braun eher nuscheln als sprechen, verstehen sie jedes einzelne Wort, das sie sagen. Trotz der misslichen Lagen, in die sie in den Filmen geraten, endet jede Geschichte mit einem Lachen der beiden.
Lila und Braun wurden von Aardman Animations entwickelt, die auch für Wallace und Gromit bekannt sind. Die Idee hatten Rich Webber und Mike Percival, die den beiden Figuren auch ihre Stimmen leihen.
Derzeit gibt es etwa 32 verschiedene Folgen.

## Auszeichnungen
- 2006 BAFTA-Award für die beste Kinder-Kurzfilmserie